# 革命社会主义 (委内瑞拉)
革命社会主义（西班牙語：Socialismo Revolucionario）是委内瑞拉的一个已不存在的托洛茨基主义政党。2017年，该党并入革命左翼。该党的意识形态是社会主义、马克思主义、托洛茨基主义。该党的政治立场是极左翼。该党出版报纸《去斗争》。该党是工人国际委员会的支部。